# Обрад Вучуровић
Обрад Вучуровић (Кривошије, 1. април 1922 — Београд, 18. септембар 2013) је био учесник Народноослободилачке борбе, генерал-мајор авијације ЈНА и српски ракетни инжењер. Био је водећа личност у развоју ракетне технике у Војнотехничком институту (ВТИ) у Београду за Југословенску копнену војску.

## Биографија
Рођен је 1. априла 1922. године у селу Звечава племена и области Кривошије. Основну школу завршио је 1933, а гимназију 1941. године. Његово даље школовање било је прекинуто окупацијом Краљевине Југославије. Затим је 13. јула 1941. отишао у партизане. Рат је започео као обичан борац, потом напредовао као командир вода, преко официра Одељења за заштиту народа (ОЗН) у Команди подручја до помоћника начелника Озне за Херцег Нови. Ратни пут је завршио као мајор Озне, 15. маја 1945. године.
По ослобођењу Југославије, остао је у служби у органима безбедности, као официр Управе државне безбедности (УДБ), a потом пребачен у професионалну војну службу Југословенске народне армије (ЈНА). У међувремену је уписао студије машинства на Техничком факултету Универзитета у Загребу, на коме је дипломирао 1953. године, да би касније докторирао техничке науке. Између осталог, студирао је и код ученика Вернера фон Брауна, који су предавали као гостујући професори у Загребу. Један од његових наставника постао је шеф Ваздухопловног центра у Штутгарту. Павле Савић, шеф Југословенског програма нуклеарних истраживања, препоручио је Обрада Вучуровића његовим надређенима за одлазак у Париз на два курса. Тамо је студирао техничке науке из области везаних за наоружање и нуклеарну технологију. У Паризу је стекао знања о ракетним трендовима на западу и неким од савремених основа ракетне технологије.
По повратку је служио као официр ЈНА у гарнизонима Цетиње, Котор, Загреб и Београд, док није добио стално место начелника Ракетног одељења у Војнотехничком институту (ВТИ) у Београду и постао директор Сектора за заједнички развој копнених снага у ВТИ (1981—1987). Био је носилац Партизанске споменице 1941. и великог броја високих југословенских одликовања за своја бројна научна и војна достигнућа, међу којима су — Орден југословенске звезде са златним венцем, Орден рада са црвеном заставом, Орден за војне заслуге са великом звездом, Орден братства и јединства са сребрним венцем, Орден народне армије са златном звездом, Орден заслуга за народ са сребрном звездом, Орден народне армије са сребрном звездом и Орден за војне заслуге са сребрним мачевима. По чину је стигао до ранга генерал-мајора ЈНА, у који је ванредно унапређен 22. децембра 1987. године и у којем је пензионисан 31. децембра 1987.
У Југославији развој војне ракетне технологије сеже до дела Обрада Вучуровића. Почетком 1960-их био је укључен у развој југословенске ракете земља-ваздух на течни погон под називом Р-25 Вулкан (енг. Volcano), која је могла да лети до 25 км. Војска Југославије је наводно купила 6 комада јапанске истраживачке ракете Капа (ракета) заједно са лансирном рампом и радаром који је коришћен као основа истраживања за домаће противваздушне ракете. У тајности јапанска ракета служила је као предмет проучавања домаћег војног развоја. По узору на Капу (ракету), Обрад Вучуровић је успео да направи појачивач Вулкана у војном погону Петриња (Вогошћа) у Сарајеву. Заједно са Владимиром Ајвазом развио је мотор другог степена Вулкана на бази течне ракете у ваздухопловном предузећу „СОКО” у Мостару. Куповином Капе, Југославија је добила и нову основну формулу за ракетна горива. Касније је фабрика СПС Витез производила готове блокове бездимног чврстог горива од хемијских сировина допреманих из „ЗОРКЕ” (Шабац) и Витковића (Горажде), што је допринело даљем развоју мотора Р-262.
Обрад Вучуровић је имао престижно место у хијерархији генерала Југословенске народне армије због свог инжењерског знања о потпуно новим технологијама у ракетној конструкцији. Био је одговоран не само за развој система наоружања, већ и за серијску производњу војно-индустријског комплекса. Заслугом Обрада Вучуровића, неке од великих фабрика наоружања изграђених у Југославији достигле су високе технолошке и квалитетне стандарде за војне производе, које неке фабрике више нису могле да одржавају након распада земље.
Као пионир развоја југословенских ракета, његова највећа достигнућа јесу развој ракете Р-262 и југословенског вишецевног ракетног система М-87 Оркан.
Преминуо је 18. септембра 2013. године у Београду. Испраћен је на Новом гробљу у Београду, а сахрањен у родном месту.

## Пројектовање ракета и ракетних система

### Р-25 Вулкан
Р-25 Вулкан је била ракета земља-ваздух чији је развој започео 1958. године, а Обрад Вучуровић био је ангажован као главни инжењер.

### М-63 Пламен
М-63 Пламен је развијен 1963. године као вишецевни ракетни бацач калибра 128 мм са Обрадом Вучуровићем као руководиоцем пројекта и главним инжењером развоја.

### М-77 Огањ
Развој самоходног вишецевног ракетног бацача М-77 Огањ започео је 1968. године проф. Обрад Вучуревић, који је водио развој и руководио конструкцијом и производњом М-77 Огањ.

### М-87 Оркан и М-96 Оркан II
М-87 Оркан је самоходни вишецевни ракетни бацач калибра 262 мм. Развој је започет у оквиру пројекта КОЛ-15 1978. године. Обрад Вучуровић је за КОЛ-15 имао значајну финансијску подршку како из Југославије, тако и из Ирака. Развијене су нове ракете, лансери и возила. Професор је практично све компоненте дизајнирао уз помоћ својих инжењера према његовим плановима, не обраћајући много пажње на трошкове јер је циљ био да се добије најбољи вишецевни ракетни систем у датом тренутку. Возило је такође специјално направљено у конфигурацији 8x8 од стране ФАП-a из Прибоја. У Западној Немачкој је купљена нова опрема од компаније „Лифилд” за процесе ваљања као и цилиндричне пресе за формирање комора ракетних мотора у фабрици у Петрињи. СПС Витез је увезао нову опрему за екструзију 160 кг мев двобазног бездимног чврстог горива (НГР 375) за комору ракетног мотора. Укупно је у Југославији преко 100 фабрика металске, хемијске и аутомобилске индустрије, телекомуникација и електронике у СР Словенији, СР Босни и Херцеговини и СР Србији радило на појединачним компонентама система наоружања КОЛ-15 и Оркан. Завршна монтажа на возила обављена је у фабрици „Братство” у Новом Травнику, док су комплетне ракете са детонаторима и горивом финализоване у Петрињи–Унису (Вогошћа). Посебне нове легуре биле су потребне при избору легура челика и алуминијума да би издржале притиске новог ракетног мотора. Конкретно, цеви лансера морале су да задовоље највише захтеве. За њих су челици високих перформанси произведени у челичани „Равна” у Словенији, а готове цеви су даље прерађиване у Петрињи–Унис БиХ. Током почетних тестирања развијено је неколико верзија и испаљено је више од 500 пројектила. Поред војних полигона Превлака и Луштица, био је коришћен и полигон Криволак у тадашњој СР Македонији, где су тестирани и системи наоружања. Последњи тестови за извозног купца обављени су у Ираку. Проблем са тестовима била је употреба касетне муниције у ракетама. Није их било могуће користити на Превлаци и Луштици преко Јадранског мора да би се видело њихово распоређивање експлозије, јер је било потребно чврсто тле. У Криволаку је требало претходно евакуисати неколико села и сву стоку, пошто је подмуниција која се често тестирала покривала већу површину од планираног подручја. Оркан М-87 је јавно представљен 18. децембра 1987. Након испоруке у Ирак 1990. године у 0. серији, производња је прекинута 1991. године. Поред Ирака, Турска је користила Оркан М-87 као основу за свој артиљеријски ракетни систем ТОРОС након илегално прибављених лансера и нацрта од муслимана у Босни током рата. Крајем 1990-их година развијена је модификација М-96 Оркан II на бази возила ЗИЛ-135 која се користила као део 9К52 Луна-М.

### РС-120
У оквиру пројекта КОЛ15 1989. године започео је развој војног МРЛ РС-120 Ураган (енг. Hurricane) пречника 380 мм такође познатог у последњој фази развоја као ВЕРА (Велика ракета, енг. Large rocket) пречника 400 мм са 4 цеви и дометом од 120 км. Током пројекта тестиран је основни мотор ракете домета 120 км и укључене су многе домаће фабрике. Док у Југославији производња комплетног лансера није почела, Ирак је производио ракете на бази те технологије познате као Абабил-100 касније преименоване са новим горивом у Ал-Фат'х и монтиране као једношинска лансирна платформа на камион 8x8, док Оркан М-87 био познат као Абабил-50 у Ираку. Данашња технологија добијена кроз пројекат ВЕРА је основа за нови напредни ракетни систем за вишеструко лансирање веома дугог домета, калибра 400 мм, домета 200 км, четвороструки, са ракетама и са системом за корекцију путање заснованим на ИНС-у и фрагментованом бојевом главом која садржи волфрамове куглице која је у развоју. Било је планирано да се започне са развојем ракете домета 350 км са „Енергоинвестом” из Сарајева као главним инвеститором, али због рата у Југославији пројекат никада није завршен.

## Други развојни пројекти
Поред наведених ракетних система („Вулкан”, „Пламен”, „Огањ”, „Оркан”, „ВЕРА”), професор Обрад Вучуровић је имао и низ других пројектних и научних радова и задатака на којима је радио. Неки од њих су ракете и пројектили: „Свитац”, ВБР-1, ВБР-2, БР-10, ПБ-10, ПБ-20 и „Вулкан”.
Како је аутор радио на војним пројектима, већина од његових 85 стручних и научних радова је објављена интерно. Неки од тих радова су:
- „Проблем напусне кртости код панцирних челика”;
- „Развој и конструкција сферне Вјејове бомбе”;
- „Прорачун и конструкција Фел-апарата”;
- „Развој и конструкција уређаја за мерење трзаја”;
- „Развој и конструкција уређаја за динамичко балансирање пројектила”;
- „Пројекат ракете и вишецевних лансера за домете од 10 км („Пламен”), 20 км („Огањ”) и 50 км („Оркан”)" (укључујући и документацију за серијску производњу)”;
- „Предпројекат ракете ваздух-земља 128 мм”;
- „Конструкција ракете 57мм ваздух-ваздух и ваздух-земља”;
- „Предпројекат ракете и вишецевног лансера 120 км”;
- „Студија вођеног ракетног система земља-земља”;
- „Пројекат лаког лансера ПБ-10 и преносног лансера ПБ-20”;
- „Предпројекат бродског лансера ВБР-10”;
- „Предпројекат противавионске вођене ракете „Вулкан””;
- „Анализа ракетне или класичне артиљерије”;
- „Анализа прецизно вођених пројектила”;
- „Анализа процеса развоја средстава ратне технике”;
- „Анализа стања и перспективе противоклопних невођених ракета и класичне артиљерије”;
- „Тачност мерења ветра и температуре методом граната”;
- „Истраживање ванземаљског простора сондажним ракетама”;
- „Истраживање и развој наоружања и опреме за копнену војску”;
- „Планирање и програмирање научно-истраживачког рада у области наоружања и опреме у ЈНА”;
- „Војно-техничке науке у систему војних наука”,
- ”Ракетна техника — издање Министарства одбране (књига)”.